# Предугольная
Предугольная — железнодорожная станция Ростовского региона Северо-Кавказской железной дороги, находящаяся в Ростовской области.

## Деятельность
Обеспечивает пропуск пассажирских и грузовых поездов.